# Listslevmossa
Listslevmossa (Jungermannia gracillima) är en levermossart som beskrevs av James Edward Smith. Listslevmossa ingår i släktet slevmossor, och familjen Jungermanniaceae. Arten är reproducerande i Sverige.